# 玉田老酒
丰年玉田老酒为兼香型白酒，产于河北省唐山市玉田县。用小麦、玉米、高粱等选用多种微生物参与发酵，经双轮底增香，手工酿制而成。2006年，被国家商务部首批认定为中华老字号，2007年丰年白酒酿造工艺被列为河北省省级非物质文化遗产。

## 历史
据《玉田县志》载：公元644年，唐太宗御驾东征，遭遇北部地区寒潮，将士衣被单薄，粮草短缺，退至玉田县林南仓镇驻扎。搭锅造饭时太子李治敬献当地所产老酒，唐太宗酣饮兴起，击石如鼓，随军将士齐呼吉兆一战而就，胜利而归，加封玉田老酒为“御酒”。明清之时，玉田境内烧锅已有数家，以林南仓义德泉大烧锅最为著名，所产酒质最佳。公元1903年9月29日光绪二十九年农历八月初九，林南仓义德泉大烧锅收拢县内六家烧酒作坊，扯起“丰年”大烧锅酒旗近百辆畜力酒车销往北口（平泉、赤峰一带）、内蒙古、黑龙江等地。1947年土改时，冀东十五军分区接收了两个酒厂义德泉，改私营烧锅为国营酒厂，1986年改称为玉田县制酒厂。2001年，企业改制更名为玉田县鸿源酒业有限公司